# Stanisław Hermanowicz
Stanisław Hermanowicz (ur. w 1882 w Wilnie, zm. 24 grudnia 1944 w Obornikach Śląskich) – polski księgowy, działacz niepodległościowy i społeczny, polityk, poseł na Sejm IV kadencji (1935-1938) w II RP. Brat rzeźbiarza Piotra Hermanowicza.

## Życiorys
Ukończył szkołę miejską i szkołę techniczną w Wilnie, uzyskując dyplom podmajstra ślusarskiego, później Wyższe Kursy Rachunkowości dla księgowych przysięgłych (w 1926 roku).
Po ukończeniu szkoły pracował w warsztatach artystyczno-ślusarskich w Bakszcie, następnie w warsztatach kolejowych w Baranowiczach, Moskwie i Wilnie. W czasie rewolucji 1905–1907 roku był ciężko ranny, został inwalidą i zmienił zawód. Pracował jako księgowy w biurach różnych instytucji, m.in. w zarządzie miejskim w Wilnie, a po 1919 roku w Komisariacie Generalnym Ziem Wschodnich. Pod koniec I wojny światowej organizował grupy POW (służba wartownicza na dworcu towarowym) i Związek Bezpieczeństwa Kraju w Wilnie. W czasie wojny polsko-bolszewickiej w 1920 roku ochotniczo służył w WP.
Później, w latach 1920–1921 był prezesem Ligi Robotniczej w Straży Obywatelskiej, następnie kierował pracami Bezpartyjnego Komitetu Wyborczego Litwy Środkowej. Od 1926 był członkiem Koła Rzeczoznawców Księgowości, biegłym sądowym i księgowym zaprzysiężonym Izby Przemysłowo-Handlowej w Wilnie. Prowadził księgi rachunkowe „Kuriera Wileńskiego” i wydziału elektrycznego Zarządu Miejskiego. Był prezesem Ligi Robotniczej św. Kazimierza, organizatorem Związku Stowarzyszenia Spożywców Ziemi Wileńskiej i członkiem Towarzystwa Popierania Przemysłu Ludowego.
W wyborach parlamentarnych w 1935 roku został wybrany posłem na Sejm IV kadencji (1935-1938) 14 192 głosami z listy państwowej z okręgu nr 45, obejmującego miasto Wilno (obwody I, II i VI) oraz miasto Nowa Wilejka. W kadencji tej pracował w komisjach: pracy i przemysłowo-handlowej. W czerwcu 1938 roku został wybrany do specjalnej komisji ds. aprowizacji.
W lipcu 1944 roku wyjechał z Wilna na Dolny Śląsk.